# سیارک ۵۳۳۱
سیارک ۵۳۳۱ (به انگلیسی: 5331 Erimomisaki، نامگذاری:1990BT1) پنج هزار و سیصد و سی و یکمین سیارک کشف شده‌است که در ۲۷ ژانویه ۱۹۹۰ کشف شد.
قدر مطلق سیارک برابر ۱۲٫۰۰ است.